# 参河纪久子
参河纪久子（日语：／ Mikawa Kikuko，1968年4月29日—），日本女子篮球运动员。她曾代表日本国家队参加了1996年夏季奥林匹克运动会女子篮球比赛，最终队伍获得第七名。